# N485 (België)
De N485 is een gewestweg in de Belgische provincie Oost-Vlaanderen die de N70 (Beveren) met de N419 (Steendorp) verbindt.

## Traject
De N485 gaat vanaf de N70 ter hoogte van de wijk Vijfstraten in Beveren, door Haasdonk-Dorp over de snelweg A14/E17 naar Steendorp en Temse om zo de N419 te bereiken. De route heeft een lengte van ongeveer 10,5 kilometer.

## Plaatsen langs N485
- Beveren
- Haasdonk
- Steendorp
- Temse

## N485a
De N485a is een voormalig onderdeel van de N485 in Beveren. Tegenwoordig draagt deze weg ook het nummer N485. De route had een lengte van ongeveer 900 meter. De route verliep via de Haasdonkbaan.

## N485b
De N485b is een voormalig onderdeel van de N485 in Kruibeke en Steendorp. De route had een lengte van ongeveer 1,6 kilometer. De route verliep via de Heirputstraat en Hospitaalstraat. Deze weg draagt tegenwoordig ook het nummer N485.